# دوايت شولتز
دوايت شولتز (بالإنجليزية: Dwight Schultz) ، من مواليد 24 نوفمبر 1947م ، وهو ممثل سينمائي أمريكي ، وممثل صوتي ، شارك في عدة أدوار صوتية ، ومنها ستار تريك ولعبة ولفينشتاين : ذا نيو أوردر.

## وصلات خارجية
- Articles by Dwight Schultz for Andrew Breitbart's Big Hollywood
- The Official Dwight Schultz Fansite
- دوايت شولتز على موقع IMDb (الإنجليزية)
- دوايت شولتز على موقع روتن توميتوز (الإنجليزية)
- دوايت شولتز على موقع ألو سيني (الفرنسية)
- دوايت شولتز على موقع تيرنر كلاسيك موفيز (الإنجليزية)
- دوايت شولتز على موقع أول موفي (الإنجليزية)
- دوايت شولتز على موقع قاعدة بيانات برودواي على الإنترنت (الإنجليزية)
- دوايت شولتز على موقع قاعدة بيانات الأفلام السويدية (السويدية)
- دوايت شولتز على موقع إن إن دي بي (الإنجليزية)
- دوايت شولتز على موقع قاعدة بيانات الفيلم (الإنجليزية)
- دوايت شولتز على موقع كينوبويسك (الروسية)
- دوايت شولتز في قاعدة بيانات أقل من برودواي على الإنترنت